# Trace Urban
Trace Urban ist ein Fernsehsender, der sich als Urban Television speziell an Jugendliche wendet.
Gesendet wird ein exklusives Szeneprogramm über Trends in Musik, Mode und Lifestyle weltweit. Zu sehen sind Musikvideos, Exklusivinterviews und Konzerte.
Das Programm wird sowohl in französischer Sprache (für Frankreich, Belgien und französischsprachige Länder in Afrika) als auch in englischer Sprache für den Rest der Welt gesendet, wobei die französischsprachige Version sich vor allem dadurch unterscheidet das ein signifikanter Anteil der Musik aus den französischen Sprachraum stammt, auf der internationalen Version gibt es lediglich eine Wöchentliche Top 10 Show (FRENCH 10) in der französischsprachige Musik ausgestrahlt wird.
Die Sendezentrale befindet sich in Paris, Frankreich.

Am 15. Dezember 2010 nannte sich Trace.TV in Trace Urban um und trägt nunmehr das Motto We love Hip-Hop & R&B.
Die HD-Ableger Trace Urban HD, Trace Tropical HD sowie Trace Sports HD sendeten bis zum 17. Februar 2012 unverschlüsselt via Astra 3B (23,5° Ost), sendeten danach aber Conax-verschlüsselt. Trace Sports HD war in der Zeit bis zur Abschaltung des bulgarischen Bouquets SatelliteBG Anfang Juni 2013 zwischenzeitlich wieder unverschlüsselt zu empfangen, während die anderen beiden Sender bereits vorher abgeschaltet wurden. Das Programm von Trace Sports HD verfügt über zwei Audiospuren (Französisch und Englisch) und besteht eher weniger aus Sport (allenfalls Extremsport) als vielmehr aus Porträts bekannter Sportler und verschiedenen Rankingshows zu Menschen und Musikvideos.
Trace.TV ist im Kabel im Rahmen der Programmbouquets von Kabel Baden-Württemberg sowie über IPTV bei Telekom Entertain zu empfangen.
Im oberösterreichischen Zentralraum ist der Musikkanal neben der bundesweiten Empfangsmöglichkeit über Satellit auch Conax-verschlüsselt über das Digital-TV Basispaket des Kabelnetzbetreibers LIWEST empfangbar.
In der Schweiz ist Trace Urban HD seit dem 26. Februar 2014 über die IPTV-Plattform von Swisscom TV zu empfangen.
Auch bei Samsung TV Plus, dem IPTV-Angebot von Samsung, ist der Sender empfangbar.

## Ableger
- Trace Tropical
- Trace Sports (seit Juni 2011)